# José Sanchís y Ferrándiz
José Sanchís y Ferrándiz [o Sanchíz] (Valencia, 18 de septiembre de 1622-Tarragona, 26 de marzo de 1694) fue un religioso católico mercedario español, que fue general de su orden y obispo de diversas diócesis.

## Biografía
Nacido en Alginet, en 1622, ingresó Convento de la Merced de la ciudad de Valencia en 1636 y profesó dos años después. Concluidos sus estudios se graduó en artes en la Universidad de Valencia y dio clases de filosofía entre 1644 y 1649. Predicó en Valencia, Madrid, Sevilla, Granada y otras localidades. Fue calificador del Santo Oficio y del de Su Majestad en el Consejo de la Suprema Inquisición.
Como mercedario, sirvió a la orden como secretario, definidor provincial en Valencia y, desde el 18 de octubre de 1664, como general de la misma elegido en Granada. Durante su estancia en Valencia mejoró el convento, amplió su biblioteca y sufrago la construcción de varias casas de socorro y beneficencia, así como el convento y santuario del Puig. En 1677 hizo erigir una estatua de san Pedro Nolasco en el puente de Serranos de la ciudad.
Finalizado su mandato en la orden en 1671, la reina regente, Mariana de Austria, le nombró obispo de Ampurias y Civita en Cerdeña, consagrado el 12 de junio del año siguiente, pero antes de viajar para tomar posesión se le trasladó para ocupar la mitra en el obispado de Segorbe. Más tarde, en 1679, ocupó el arzobispado de Tarragona nombrado por Carlos II. Allí falleció en 1694 y fue enterrado en el coro de la catedral tarraconense, bajo una lápida adornada con su escudo heráldico.